# Лечон (Сарагоса)
Лечон (ісп. Lechón) — муніципалітет в Іспанії, у складі автономної спільноти Арагон, у провінції Сарагоса. Населення — 57 осіб (2010).
Муніципалітет розташований на відстані близько 220 км на схід від Мадрида, 70 км на південний захід від Сарагоси.

## Демографія
Динаміка населення (INE ):